# Telenomus aradi
Telenomus aradi är en stekelart som beskrevs av Mikhail Vasilievich Kozlov 1967. Telenomus aradi ingår i släktet Telenomus, och familjen gallmyggesteklar. Arten är reproducerande i Sverige.